# Harry Hallberg
Harry Hallberg (* 1914; † 1997) war ein schwedischer Schiffbauer und Inhaber von Harry Hallbergs Werftindustri, die 1972 durch eine Übernahme zu Hallberg-Rassy wurde.

## Leben
Mit 14 Jahren konstruierte der junge Harry Hallberg sein erstes Boot und begann mit den Aufbau einer eigenen Werft 1943 in Kungsviken, das sich auf der westlich von Schweden gelegenen Insel Orust befindet. Die nach einigen improvisierten Einzelanfertigungen ersten in Serie gebauten Schiffe waren das Folkeboot (schwedisch Folkbåt) und der „Königskreuzer“ (schwedisch Kungskryssaren). 1963 folgte Hallberg als einer der ersten Yachtbauer dem Trend zu Schiffsrümpfen aus Holz mit einer äußeren Schale aus glasfaserverstärktem Kunststoff; diese Technik wurde erstmals bei der von Harry Hallberg selbst gezeichneten P-28 eingesetzt, die er 550 Mal, vor allem in Schweden und Nordamerika, verkauft hat.
Mitte der 1960er Jahre expandierte Harry Hallberg im südlicheren, ebenfalls auf Orust gelegenen Ellös und verkaufte das alte Werftgebäude an Christoph Rassy, der 1972 auch das Unternehmen Harry Hallbergs Werftindustri übernahm und sie in Hallberg-Rassy umbenannte. Das letzte für Hallbergs Werft konstruierte Modell war 1972 die Misil II, die von Hallberg-Rassy – seit 1974 leicht verändert – bis 1977 weitergebaut wurde.